# Taux de renouvellement horaire
Le taux de renouvellement horaire – ou TRH – correspond au nombre de fois où l'air est renouvelé dans une pièce pendant une période d'une heure.
Contrairement au taux de brassage horaire, l'air soufflé dans la pièce est neuf.
Par exemple avec un système de soufflage et d'extraction ayant un débit de 30 mètres cubes par heure, le TRH sera de 3 pour une pièce de 10 m³.